# Ondřej Dung-Lac
Ondřej Dung-Lac (vietnamsky Anrê Trần An Dũng Lạc), (asi 1795 – 21. prosince 1839) byl vietnamský římskokatolický kněz. Za vlády Minh Mạnga byl popraven stětím. Katolická církev jej uctívá jako světce a mučedníka.

## Životopis
Narodil se jako Trần An Dũng ve Vietnamu v roce 1795. Při křtu přijal jméno Ondřej (Anrê Dũng) a 15. března 1823 byl vysvěcen na kněze. Během pronásledování si Ondřej změnil jméno na Lạc, aby se vyhnul zajetí, a tak je připomínán jako Ondřej Dũng-Lạc (Anrê Dũng Lạc). Jeho památka se slaví 24. listopadu; v kalendáři je uváděn Ondřej Dung-Lac a druhové a je připomínkou všech vietnamských mučedníků 17.–19. století (1625–1886).